# Shoshone (Idaho)
Pour les articles homonymes, voir Shoshone (homonymie).
La ville de Shoshone est le siège du comté de Lincoln, situé dans l'Idaho, aux États-Unis.